# Chủ nghĩa cộng sản Kitô giáo

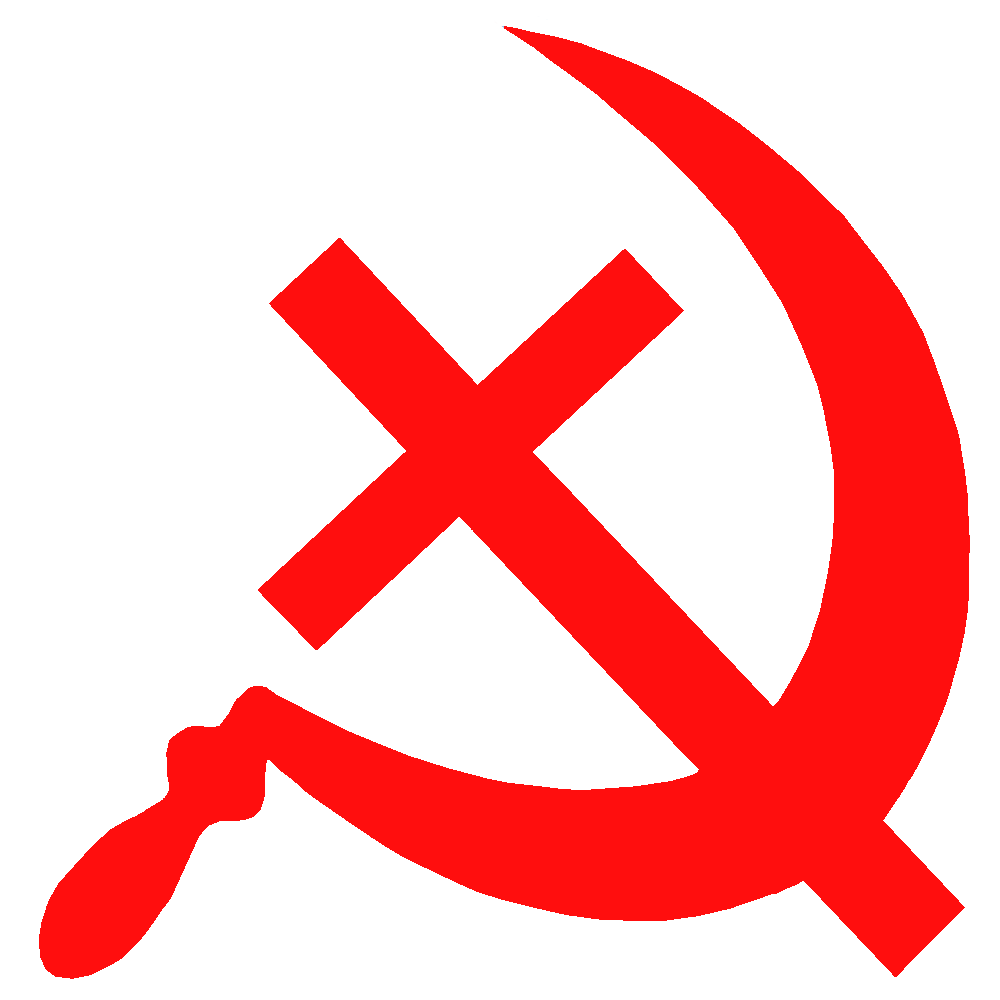
Biến thể của búa liềm với búa được thay thế bằng thánh giá Cơ đốc giáo, được sử dụng bởi một số người Theo chủ nghĩa Cộng sản Kitô giáo.

Chủ nghĩa cộng sản Kitô giáo (Christian communism) là một dạng chủ nghĩa cộng sản tôn giáo dựa trên nền tảng Ki-tô giáo (Cơ-đốc giáo). Quan điểm của chủ nghĩa cộng sản Kitô giáo là những lời răn dạy của Chúa Giê-su buộc những người theo đạo Kitô phải ủng hộ ý tưởng rằng chủ nghĩa cộng sản là hệ thống xã hội lý tưởng. Mặc dù không có sự đồng thuận về thời điểm chủ nghĩa cộng sản Kitô giáo ra đời, nhiều người cộng sản Kitô tuyên bố rằng những bằng chứng từ Kinh thánh cho thấy những người Kitô giáo đầu tiên, gồm cả các sứ đồ, thiết lập xã hội cộng sản nhỏ của riêng họ trong những năm theo sau cái chết và sự phục sinh của Giê-su. Nhiều người ủng hộ chủ nghĩa cộng sản Kitô lập luận rằng chủ nghĩa cộng sản Kitô giáo được giảng dạy bởi Giê-su và được thực hiện bởi chính các sứ đồ. Một số nhà sử học xác nhận quan điểm này.
Chủ nghĩa cộng sản Kitô giáo có thể được xem như là một dạng cực đoan của chủ nghĩa xã hội Kitô giáo. Chủ nghĩa cộng sản Kitô giáo có nhiều điểm giống và khác với chủ nghĩa Marx. Những người cộng sản Kitô không đồng ý với quan điểm vô thần của chủ nghĩa Marx nhưng muốn tạo ra một xã hội cộng sản như chủ nghĩa Marx. Dù không được xem là một dạng của chủ nghĩa cộng sản Kitô giáo, song tư tưởng Hồ Chí Minh của Việt Nam cũng học hỏi theo giáo lý của Kitô giáo. Cụ thể, tổng kết 30 năm tiếp thu các dòng tư tưởng của mình, Hồ Chí Minh đúc kết: "Học thuyết của Khổng Tử có ưu điểm là sự tu dưỡng đạo đức cá nhân. Tôn giáo Giêsu có ưu điểm là lòng nhân ái cao cả. Chủ nghĩa Marx có ưu điểm là phương pháp biện chứng. Chủ nghĩa Tôn Dật Tiên có ưu điểm là chính sách thích hợp với điều kiện của nước ta. Khổng Tử, Giêsu, Karl Marx, Tôn Dật Tiên chẳng phải có những điểm chung đó sao? Họ đều muốn mưu cầu hạnh phúc cho nhân loại, mưu cầu hạnh phúc cho xã hội. Nếu hôm nay, họ còn sống trên đời này, nếu họ ở một chỗ, tôi tin rằng họ nhất định chung sống với nhau rất tốt đẹp như những người bạn thân thiết. Tôi cố gắng làm người học trò nhỏ của họ."